# Dorjee Tsawa
Dorjee «Dodo» Tsawa (* 4. August 1976 in Horgen) ist ein Schweizer Fussballtrainer und ehemaliger Fussballspieler tibetischer Herkunft.

## Karriere als Spieler

### Vereinskarriere
Der defensive Mittelfeldspieler begann 1982 beim FC Horgen mit dem Fussballspielen; 1986 schloss Tsawa sich der Jugendabteilung des FC St. Gallen an, wo er 1995 Profi wurde. In der Winterpause der Saison 1999/2000 wechselte er zum FC Zürich, mit dem er 2000 den Schweizer Cup gewann, nachdem er 1998 mit dem FC St. Gallen das Finale im Penaltyschiessen gegen den FC Lausanne-Sport verloren hatte. In Zürich blieb Tsawa jedoch nur eine halbe Saison, ehe er sich der AC Bellinzona anschloss. Im Sommer 2001 wechselte er zu Neuchâtel Xamax. Nachdem der Mittelfeldspieler den Verein nach der Saison 2002/03 verliess, befand er sich sieben Monate auf Vereinssuche.
Schliesslich nahm der Challenge-League-Klub FC Schaffhausen den Defensivspieler unter Vertrag; nach der Saison 2003/04 stieg der Verein in die Super League auf. Beim ersten Training vor der Saison 2006/07 teilte der Verein Tsawa mit, dass man in Zukunft ohne ihn plane; sein auslaufender Vertrag wurde nicht verlängert.
Nachdem er zunächst keinen neuen Verein fand, trainierte er bei der zweiten Mannschaft des FC St. Gallen mit, um sich fit zu halten. Hierbei zog er sich eine Meniskusverletzung zu, der zwei Operationen folgen mussten. Daraufhin musste er seine Karriere beenden.
Dorjee Tsawa spielte 41-mal in der Challenge League, wobei er drei Tore erzielte. In der höchsten schweizerischen Spielklasse gelangen ihm in 234 Spielen acht Tore.

### Nationalmannschaftskarriere
Während seiner Zeit beim FC St. Gallen spielte Tsawa von der U-15 bis zur U-20 in den Jugendnationalmannschaften des schweizerischen Fussballverbandes. In die A-Nationalmannschaft der Schweiz wurde er jedoch nie berufen.
Obwohl er Tibet, die Heimat seiner Vorfahren, noch nie besucht hatte, spielte er beim FIFI Wild Cup 2006 in Hamburg-St. Pauli als einziger Profi für die tibetische Auswahl.

## Karriere als Trainer
Zwischen 2004 und 2005 absolvierte er ein Fernstudium zum Sportmanager, welches er mit dem Diplom abschloss. Bereits 2003 hatte er sein Fussballtrainer-C-Diplom abgelegt, 2005 folgte das UEFA-B-Diplom. Von 2005 bis 2006 liess er sich zum Fitnesstrainer ausbilden, während seiner Verletzungspause 2007 besuchte er zahlreiche weiterführende Fachkurse. Im Jahr 2008 schloss er seine Ausbildung als Reha-Trainer ab. 2009 schloss er die Ausbildung zum Konditionstrainer ab, ebenso erwarb er das UEFA-A-Diplom als Fussballtrainer.
Von 2007 bis 2011 arbeitete Dorjee Tsawa beim FC Zürich als Jugendtrainer für die unteren Bereiche. In St. Gallen arbeitete er als selbständiger Fitnesstrainer. Parallel dazu betrieb er auch Talentförderung für Fussballspieler, indem er – in Absprache mit den Jugendtrainern der Vereine – gezielte Förderungsmassnahmen in Einzel- oder Gruppentraining umsetzte.
Vom 17. Februar 2011 bis zum 3. Juni 2017 trainierte er die FC Zürich Frauen. In seiner Amtszeit gewann das Team 5 Meistertitel in Serie und wurde viermal Cupsieger.
Auf die Saison 2017/18 hin übernahm er die U21-Mannschaft des FC St. Gallen. Auf die Saison 2018/19 wechselte er zurück zum FC Zürich, wo er die Funktion des Leiters Kondition in der FCZ Academy einnahm. Ende April 2024 wurde er ad interim zum Assistenztrainer der ersten Mannschaft der Männer ernannt.